# Konami's Ping Pong
Ping Pong van is een sport-arcadespel dat in 1985 door Konami werd ontwikkeld. Het spel wordt beschouwd als het eerste computerspel dat de gameplay van tafeltennis nauwkeurig simuleerd. Dit in tegenstelling tot vroegere (over)simplificaties als Atari's PONG. Net als de meeste andere speltitels van Konami uit het 8-bits computertijdperk werd het spel geconverteerd naar vrijwel elk bestaand spelcomputersysteem..

## Speelwijze
Konami's Pingpong kan zowel door één (singleplayer) als twee spelers worden gespeeld. Het maakt gebruik van de uit het tafeltennis afkomstige puntenregels: de eerste speler die een score van 11 punten of meer en minimaal twee punten voorstaat op zijn opponent wint het spel. De speler moet drie wedstrijden spelen en twee van de drie winnen om tot winnaar te worden uitgeroepen. Het speelveld wordt vanuit een isometrisch perspectief met spelers getoond, die als handen zonder lichaam worden weergegeven.
Spelers die zich aan het einde van de tafeltennistafel bevinden zullen ervaren dat de bal moeilijker te raken is. Nochtans, de speler wordt altijd gepositioneerd aan de dichtstbijgelegen tafelzijde tijdens de één spelermodus. Alle essentiële bewegingen zijn vertegenwoordigd: forehand, backhand, lob en smash.

## Trivia
In het spel duikt de Konami pinguïn Pentarou, bekend van het spel Antarctic Adventure op in het titelscherm. waarin hij een stuiterende pingpongbal op zijn hoofd krijgt. Hij zit tevens tussen het publiek in de arcadehal en MSX-versie van het spel.

## Conversies
In 1985 werd het spel door Konami geconverteerd naar het MSX-standaard.
Later is Konami's Ping Pong ook geconverteerd naar andere 8-bits computersystemen als Amstrad CPC, Commodore 64, ZX Spectrum door Imagine Software.
Hoewel de door Imagine geconverteerde versies gekenmerkt worden door een beperkte grafische en geluidsweergave, dat voornamelijk kan worden toegeschreven aan hardwarematige beperkingen van de computersystemen is de gameplay identiek aan het spel uit de speelhal.

## Platform
| jaar | platform                  |
| ---- | ------------------------- |
| 1985 | Amstrad CPC, Arcade, MSX  |
| 1986 | Commodore 64, ZX Spectrum |
| 1987 | Famicom Disk System       |
| 2008 | Virtual Console (Wii)     |

- In 1997 was het spel bijgesloten bij compilatiespel Konami Antiques: MSX Collection Vol. 1.
- Het spel kwam beschikbaar voor de Sega Saturn via Konami Antiques: MSX Collection Vol. 1 dat in 1998 uitkwam.
- In 2010 maakt het spel zijn opwachting in de Microsoft's Game Room voor de PC's en de Xbox 360.